# Seán Mac Mathúna
Seán Mac Mathúna [ʃɑːn̪ (m)ək maˈhuːn̪ə] (* 1936 in Tralee, Irland) ist ein irischer Autor.

## Leben
Er wurde als Sohn einer Kleinbäuerin und eines Bauunternehmers geboren. Nach dem Besuch des St. Brendan’s College in Killarney studierte er am University College Cork. 1958 schloss er mit dem Bachelor of Arts ab. 1959 folgte das Higher Diploma in Education. Er war dann in Dublin als Oberschullehrer tätig.
Mac Mathúna verfasst Kurzgeschichten in Irischer Sprache. Sie wurden in der irischen Literaturzeitschrift Comhar veröffentlicht. Er übersetzte seine eigenen Werke ins Englische. Darüber hinaus verfasste er Kindergeschichten.

## Auszeichnungen
Auf dem Kulturfestival Oireachtas na Gaeilge gewann er 1972 und 1973 Preise für Kurzgeschichten. Im Jahr 1976 erhielt er den Listowel National Literary Competition Short Story Award.
Gradam Uí Shúilleabháin / Irish Book of the Year Award 1999 für den Kurzgeschichtenband Banana.

## Werke

### Kurzgeschichten
- Ráfla (Rumors), 1976
- Dáiríre? (Really?), 1977
- Blas, 1979
- Ding agus Scéalta Eile (Wedge and Other Stories auch als The Atheist and Other Stories), 1983
- Ceardlann 85, 1988
- Banana, 1999
- Úlla, 2005

### Romane
- Scéal Eitleáin, 2005
- Hula Hul, 2007
- Gealach, 2012
- Cros na Sceilge, 2013

### Dramen
- Gadaí Géar na Geamhoíche (The Winter Thief), Abbey Theatre, Dublin, 1992
- Hula Hul, Taibhdhearc na Gaillimhe, Galway, 1999